# Marstall Cuxhaven
Der ehemalige Marstall Cuxhaven an der Südersteinstraße in der niedersächsischen Kreisstadt Cuxhaven im Landkreis Cuxhaven stammt aus dem ersten Drittel des 19. Jahrhunderts. Aktuell wird es als Restaurant genutzt.
Das Gebäude in der Gruppe der Schlossbauten steht unter Denkmalschutz (siehe auch Liste der Baudenkmale in Cuxhaven).

## Geschichte und Beschreibung

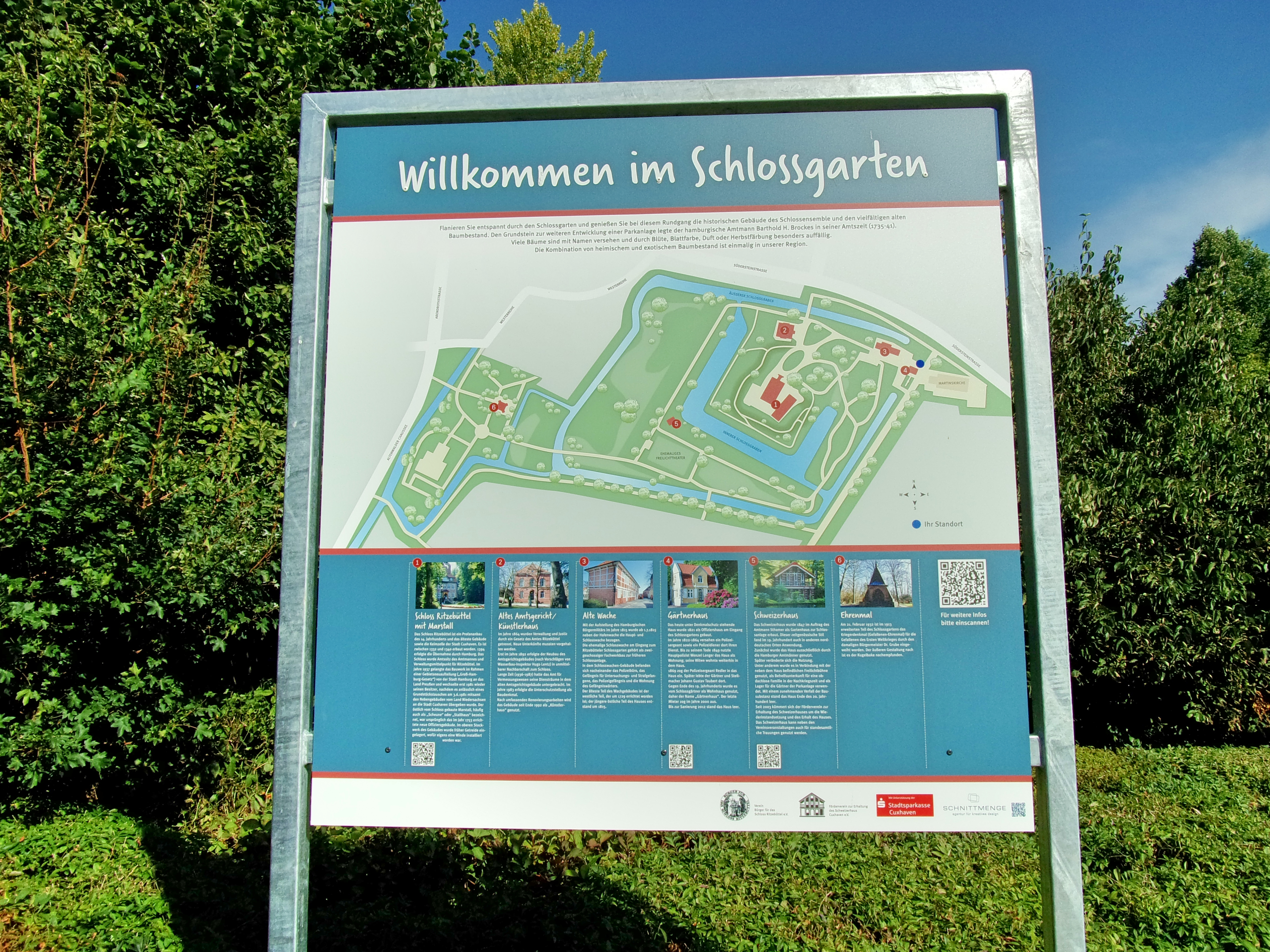
Nr. 1 im Plan

Schloss Ritzebüttel, als Burg zum Teil noch aus dem 14. Jahrhundert, umfasst das Schloss (14.–18. Jh.), den Marstall (1821), das Gerichtsgebäude (1892), das Wachhaus (Alte Wache) (um 1750), die Toranlage, die  Gartenanlage mit Gärtnerhaus (1821) und Gartenhaus als Schweizerhaus (1847), einen Gedenkstein (1797), das Ehrenmal (1932) sowie die Burggräben.
Das zweigeschossige traufständige Gebäude auf massivem verklinkerten Erdgeschoss und dem leicht auskragenden Obergeschoss in Fachwerk mit Steinausfachungen sowie mit ziegelgedecktem Krüppelwalmdach wurde 1821 westlich des Amtshauses für Schloss Ritzebüttel als Marstall und Wirtschaftsgebäude gebaut. Die Fassade wurde gegliedert und gestaltet durch den westlichen mittigen übergiebelten Aufzufgserker. Im Erdgeschoss waren die Ställe untergebracht und das Obergeschoss diente zur Getreidelagerung. Der Marstall wird vom Pächter des Schlossrestaurants, von den Stadtgärtnern und vom Schlossverein genutzt. Er muss aktuell saniert werden.
Das Landesdenkmalamt befand u. a.: „… ehemaligen Marstalls als Teil der Schlossanlage Ritzebüttel …“